# Portapaz
Los portapaces son objetos religiosos destinados a dar el ósculo de la paz. 
Los portapaces sirven para dar a los fieles en la Misa el ósculo de paz de un modo honesto, religioso y rápido. En los primeros siglos de la Edad Media consistían en una varilla metálica terminada por algún emblema religioso. Desde el siglo XIII ha prevalecido la forma de cuadrito con imágenes de relieve semejando una portadita o un pequeño retablo.

## Temática
Los temas más repetidos son el nacimiento y la Pasión de Cristo. Asimismo, abundan los temas marianos y, finalmente, se encuentra la representación de los santos, habitualmente los patrones de la iglesia o capilla en la cual el portapaz cumplía su función. Una característica iconográfica muy común en el Renacimiento es la representación en el frontón —de forma semicircular— de la figura del Padre Eterno. También se puede encontrar en el bancal el escudo con la heráldica del donante o del destinatario.
En el Museu Frederic Marès se conserva una extensa colección de portapaces.

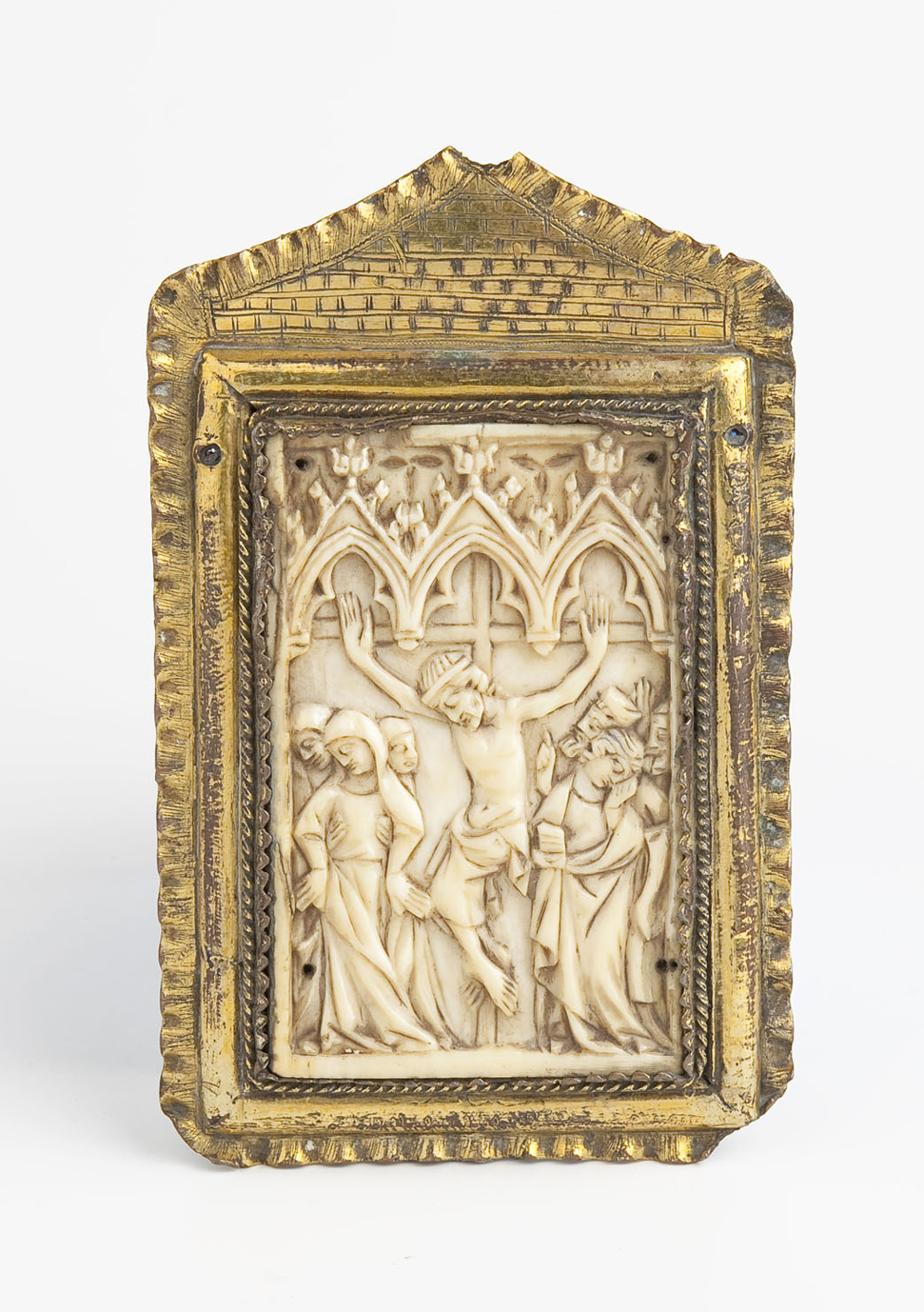
Portapaz de la Colección del Museo Frederic Marès.